# František Kozinka
František Kozinka (* 25. listopadu 1945 Modranka) je bývalý slovenský fotbalový brankář a reprezentant Československa. Jeho starší bratr Marián Kozinka byl také prvoligovým fotbalistou.

## Fotbalová kariéra
Za československou reprezentaci odehrál roku 1976 jedno utkání (přátelský zápas se Sovětským svazem). V československé lize nastoupil ve 156 ligových utkáních. Hrál za Spartak Trnava (1964–1966, 1967–1969, 1976–1978), Duklu Praha (1966–1967) a Bohemians (1969–1976). S Trnavou získal dvakrát titul mistra Československa (1968, 1969). V Poháru mistrů evropských zemí nastoupil v 5 utkáních, v Poháru vítězů pohárů ve 3 utkáních a v Poháru UEFA ve 2 utkáních.

## Ligová bilance
| Ročník                                     | Zápasy | Góly | Minuty | Nuly | Klub                |
| ------------------------------------------ | ------ | ---- | ------ | ---- | ------------------- |
| 1. československá fotbalová liga 1964/1965 | 14     | 0    | 1 248  | 4    | Spartak Trnava      |
| 1. československá fotbalová liga 1965/1966 | 4      | 0    | 360    | 1    | Spartak Trnava      |
| 1. československá fotbalová liga 1966/1967 | 1      | 0    | 90     | 0    | Dukla Praha         |
| 1. československá fotbalová liga 1967/1968 | 12     | 0    | 895    | 4    | Spartak Trnava      |
| 1. československá fotbalová liga 1968/1969 | 13     | 0    | 925    | 5    | Spartak Trnava      |
| 1. československá fotbalová liga 1969/1970 | 4      | 0    | 282    | 0    | Spartak Trnava      |
| 1. československá fotbalová liga 1969/1970 | 13     | 0    | 1 125  | 5    | Bohemians ČKD Praha |
| 2. československá fotbalová liga 1970/1971 | -      | -    | -      | -    | Bohemians ČKD Praha |
| 2. československá fotbalová liga 1971/1972 | -      | -    | -      | -    | Bohemians ČKD Praha |
| 2. československá fotbalová liga 1972/1973 | -      | -    | -      | -    | Bohemians ČKD Praha |
| 1. československá fotbalová liga 1973/1974 | 4      | 0    | 360    | 2    | Bohemians ČKD Praha |
| 1. československá fotbalová liga 1974/1975 | 30     | 0    | 2 700  | 12   | Bohemians ČKD Praha |
| 1. československá fotbalová liga 1975/1976 | 30     | 0    | 2 687  | 11   | Bohemians ČKD Praha |
| 1. československá fotbalová liga 1976/1977 | 29     | 0    | 2 610  | 11   | Spartak TAZ Trnava  |
| 1. československá fotbalová liga 1977/1978 | 1      | 0    | 90     | 0    | Spartak TAZ Trnava  |
| 1. československá fotbalová liga 1978/1979 | 1      | 0    | 39     | 0    | Spartak TAZ Trnava  |
| CELKEM 1. liga                             | 156    | 0    | 13 411 | 55   |                     |